# Viviana Finzi-Vita
Viviana Finzi-Vita (* 23. Juni 1950 in Rom; † 5. Februar 2022 in Berlin) war eine italienische Germanistin und Sozialistin, die insbesondere Werke von Hermann Hesse ins Italienische übersetzte.
Viviana Finzi-Vita studierte Germanistik in Italien und arbeitete in dieser Zeit als Aushilfslehrerin und Konsekutivdolmetscherin. Sie erwarb einen Doktorgrad.
Im Jahr 1993 gehörte sie der italienischen Partei Rifondazione Commnista an.
Im 1995 bei K. G. Saur erschienenen ersten Band der Nachrichtenbriefe/Newsletter für den Zeitraum 1983 bis 1995 der Gesellschaft für Exilforschung/Society for Exile Studies veröffentlichte sie Der internationale PEN-Kongreß 1933 in Dubrovnik (Ragusa).

## Werke und Übersetzungen
Viviana Finzi-Vita befasste sich mit dem Werk von Hermann Hesse und übersetzte mehrere seiner Werke ins Italienische.
- Übersetzung von Hermann Hesses Roman Rosshalde ins Italienische.[7][8]
- biografische Notizen im Umfang 17 Seiten zur italienischen Übersetzung von Hesses Liebesgedichten mit dem Namen Poesie romantiche[9]
- Biobibliografische Anmerkungen[10] und Illustrationen zur italienischen Übersetzung von Hermann Hesses Hermann Lauscher[11]
- Biobibliografische Anmerkungen[10] und Illustrationen zur italienischen Übersetzung von Hermann Hesses Klein e Wagner[12]
- Auch an den italienischen Ausgaben von Hesses Romanen Knulp : storia di un vagabondo, L’ultima estate di Klingsor und Il miglioratore del mondo e Emil Kolb[10] war sie beteiligt.[13]

Zusätzlich befasste sie sich mit politischen Themen. So schrieb sie den fünf Seiten umfassenden Artikel Bündnispolitische Aspekte bei Soyfer und Toller in dem Werk Die Welt des Jura Soyfer.